# ハシディズム
ハシディズム（ドイツ語：Chassidismus、英語：Hasidism, Hasidic Judaism、ヘブライ語：חֲסִידוּת, Chasidut, chǎsīdhūth、アシュケナジム式ヘブライ語：chasidu(i,e)s）とは、超正統派（ハレディーム、חרדים - Haredim）のユダヤ教運動である。「有徳で思いやりのある行動」であることを意味するヘブライ語「ヘーセド chesed חסד "loving kindness"」に起源を持つ「敬虔な者 pious」（ハーシード chāsīdh, chosid）という言葉に由来する。
18世紀にバアル・シェム・トーヴが開始したとされる。敬虔主義運動とも訳される。ハプスブルク君主国に属したガリツィア地方がその中心であった。

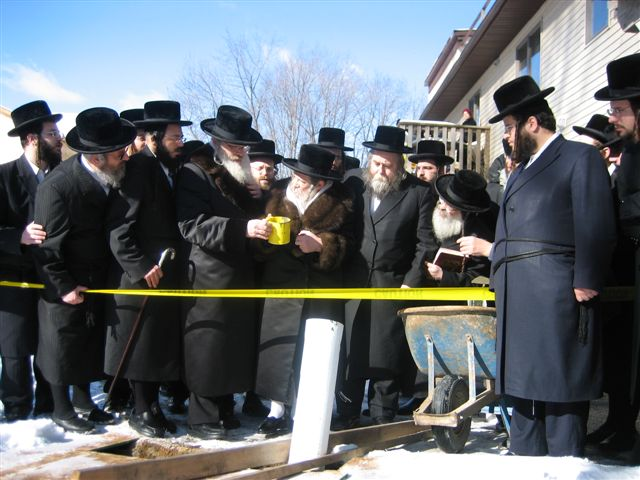
ハシディズムの集会

少人数によるミクラー・ラビ文学の研究よりもむしろ、大勢による祈りの方を重視する。
最初から独自の典礼、独自のシナゴーグを発展させたが、ユダヤ教の主流から離れることはなかった。

## ハシディズムの精神

### 内在
ハシディズムは、「神（絶対者）はすべての生命に内在する」という、カバラ（神学）を持っている。
ハシディズムの根底にある最も基本的なテーマは、宇宙での神の内在であり、『ティクネイ・ハゾハル』 (Tikunei haZohar) 中に見られるアラム語の語句「Leit Atar panuy mi-néya」（神の存在しない場所はない）によって表現されることが多い。この万有内在神論的概念は、ルリア派に由来したものであったが、ハシディズムで扱いが大きく拡大した。
世界を創造するために、神は自らの全在である「エイン・ソフ」 (Ein Sof) を収縮 (tzimtzum) させ、神から分離した原初の空虚（Khalal panui）が出現した。世界がこの空虚の中に生まれたことにより、それは起源的に神に完全に依存している。物はそれが持つ真の霊的な本質抜きでは無であり、また無限のエイン・ソフは原初の空虚の中では顕在化できず、知覚可能な具体性をもったみかけに限定される。
したがって、万物の真の相と物理的側面の二元論があり、両者は互いに相手に変化する。神は収縮して姿をかくさなければならず、人間や物質一般は全能なるものに上昇・再結合しなければならない。レイチェル・エリオアは、リアディのシュネウル・ザルマンによる『トーラー・オール』中の創世記28:21（ヤコブが父の家に帰り、主が自分の神になる）に関する注釈において、「これが無限から有限性に至る創造の目的であり、これによって有限の状態から無限の状態に戻すことができる」と書かれているのを引用する。カバラはこの弁証法の重要性を強調したが、主に宇宙論的な観点から述べた。たとえば神が自分自身を徐々に縮小させ、さまざまな次元、すなわちセフィロトを通して世界に入り込む方法を指している。

## 実践と文化

### レッベと王朝
ハシディズムの共同体は、「王朝」（ヘブライ語：יצי、hatzer;イディッシュ語：האף、Hoif）と呼ばれる宗派で編成される。レッベは通常同じ町に住んでいたが、彼らの指導者の和解によって地域を分けられた。特に第二次世界大戦後、「王朝」は西またはイスラエルに移動するときに元の東ヨーロッパの居住地の名前を保持した。
レッベ（Rebbe、指導者）は世襲制の町のラビで、地域社会の行政責任者でもある。独自のシナゴーグ、勉強会場や内部慈善の仕組みを持っており、教育システム全体を保持している。レッベはまた権威の最高の人物でもある。
多くのハシッド儀式がレッベを取り囲んでいる。安息日、休日、お祝いの日には、レッベは支持者を祝福するために説教を行い、一緒に歌い、踊り、食事をする。
王朝への忠誠とレッベは、しばしば緊張と暴力の原因にもなる。 「王朝」間の注目すべき争いには、ムカチェヴォのチェイム・エラザー・スピラがベルツの故イザチャー・ドヴ・ロケーチ
を呪った後、1926-34年に紛争が生まれた。1980年から2012年の「サトマール王朝」（発祥地のサトゥ・マーレに由来）では緊張が最高潮に達した。2006年のサトマールの継承争いは、アーロン・テイテルバウムとザルマン・テイテルバウムの兄弟間の大暴動となり、エルサレムは防弾車で移動しなければならなかった。
他の超正統派のグループと同様に、コミュニティから離脱したい信者は、脅威、敵意、暴力、さまざまな懲罰的措置に直面している。厳密な宗教教育と伝統派の育成のために、宗派を離れる人は働くスキルがなく、英語さえ使えず、外の社会への復帰は非常に問題になっている。保守的で隔離されたコミュニティは、子供の性的虐待が発生し易く、数多くの事件が報告されている。ハシディズムの指導者はしばしばその事柄を沈黙させたと非難されている。

### 典礼
殆どのハシド派はアイザック・ルリアの革新に基づいて、アシュケナージとセファルディの典礼の混合物であるヌサッハ・セファードの変種を使用している。バアル・シェム・トヴァは安息日の前夜に金曜日の奉仕に2つの節を追加した。
ハシディムは東ヨーロッパの背景を反映して、礼拝の目的でヘブライ語とアラム語のアシュケナージの発音を使用している。言葉のない感情的なメロディーであるニグニムはとりわけ共通してよく見られる。
ハシディムは、カバナ、献身、意思を重視しており、非常に長く繰り返している傾向がある。一部の王朝は、祈りを実施しなければならない伝統的な特定の時間をほぼ廃止している。精神的な浄化のための男性による儀式浴は毎日行われ、他の正教会のユダヤ人よりもはるかに高い率である。

### 服装
ハシディズムでは、服装の微妙な違いで、宗派ごとの違いを区別できる。ハシディズムの服装の多くは、歴史的に東欧ユダヤ人の衣服であり、ポーランドとリトアニアの貴族のスタイルに影響を受け、宗教的起源を特定の衣装に持たせている。
ハシッドの男性は、最も一般的には、黒いオーバーレイを着用している。平日はレケルと呼ばれる長くて黒い布のジャケットを着用し、ユダヤ教の聖なる日にはシルクのサテン生地の長く黒いジャケットである、ベキシェ・ゼイデネ・カポテ（Yiddish、lit.、satin caftan）を着用する。屋内では、カラフルなティッシュbekisheが着用されることもある。ほとんどの人はネクタイを着用しない。
安息日には、伝統的に白いベキシェを身に着ていたが、習慣はほとんど廃止された。彼らは、ベルベット（ストロークスまたはサメット）とトリムされた黒いシルクのベキシェと、ハンガリーのゴールド刺繍のシルクのベルキーゼを身に着けた。
宗派により多くの違いがあり、東ガリツィア出身者は平日は白い服装を身に付け、安息日にはズボンを着て黒い靴下を付ける。
ほとんどの男性は、ペヨットと呼ばれる長い、切られていないもみあげを持ち、ひげを剃らない。ほとんどのハシディズムの少年たちは、3歳で儀式で初めての散髪を受ける。
ハシドックの女性たちは、ユダヤ法に従った服を着る。スカートは丈は長くて形は保守的なものでなければならず、袖はひじがむき出しになる長さであってはならず、襟ぐりは広く開いていてはならない。また、脚もむき出しにしないようストッキングを着用する。いくつかの集団では、ストッキングは透けてはならないことになっている。結婚した女性は、ユダヤ法に従って、シェイテル（かつら）、ティシェル（スカーフ）、シャペル、頭髪用スヌード、帽子、またはベレーのいずれかを使用して、髪を覆う。

## シナゴーグ
ドイツ語・イディッシュ語でシュール、シュル (shul) という伝統的なシナゴーグに対し、シュティブル（shtibl, shtiebl, Stübel）という独自のシナゴーグを持った。

## 誕生の背景
17世紀後半に、ポーランド・リトアニア連邦の南部、特に現代西部のウクライナに住むユダヤ人に、いくつかの社会的傾向が集中した。
最初はカバラの神秘的な伝承の普及が見られた。何世紀もの間、カバラは秘密裏に少数者にのみ伝わっていたが、安価に印刷されたパンフレットの普及により、誰でも知る知識にへと変わっていった。ハシディズムの創設者たちは、禁欲主義者の秘密のサークルを残す代わりに公然と練習することを決めた。
もう一つの普及の要因は伝統的な権威構造の衰退であった。1746年のユダヤ人の自治権に関する4党評議会の崩壊は大きな影響を与えた。紛争で合法的な仲裁人 - 特にアルコール蒸留や敷地内の他の独占権に対する賃貸権の規制に関する、評議会の能力は著しく低下した。ハシディズムの創設者たちは、地域のすべてのユダヤ人が従属していた古い共同体の機関を超越し、広大な領土の各町に追随者のグループを持つようになっていった。
また、ハシディズムが普及した時期は、ニューイングランドにおける最初の偉大な覚醒、ドイツの敬虔主義、アラビアのワハハリズム、そして確立された教会に反対するロシアの古儀式派を含む世界中の多数の宗教的復活運動の台頭と一致していた。彼らは、既存の秩序を拒否し、陳腐化し過度に階層的であるとして非難し、より精神的で、誠実で、単純に信仰できる、宗派を求めていた。

## イスラエル・ベン・エリエゼルの登場
イスラエル・ベン・エリエゼル（約1690 - 1760年）はハシディズムの創設者と見なされている。神学校で学んだわけではなかったが、彼は共同研究室で学び、ラビのエリートと結婚した。彼の妻はラビの離婚した姉妹で、彼の晩年には、現代の時代によって証明されたように、裕福で有名だった。彼の財産は遺書勘定から派生したものとされる。少年時代に彼は「ラビ・アダム・バール・セム・トフ」によって認められたと主張する。 
イスラエルは、カルパティア山脈の隠者として10年を過ごした。そこでは、聖書の預言者アシヤ（Shilonite）が彼にとってもっとも教師となった。36歳で、彼はカバラの偉大な実行者と奇跡の実践者として自分自身を明らかにする天国の許可が与えられたと主張した。
1740年代には彼がメディビシュの町に移住し、ポジーリャ（ポドリア）地方の全域で人気が高まっていった。彼はいくつかのカバラの概念を強調し、彼自身の教えを定式化していった。物質的な世界で神の内在と彼の存在を強調し、食べるなどの肉体的行為は精神的な領域に実際の影響を及ぼし、神のものとの交わりの達成を促進するのに役立つとした。敬虔な神秘主義者になるために欠かせない禁欲と自己嫌悪と、厳しい審美主義の代わりに精神的喜びの手段として熱心で激しい祈りよりも、神の崇拝における喜びと満足の重要性を強調した。
イスラエル自身は、少数のエリート主義者の指導者であり、後継者が大衆を導いたことはなかった。

## 文献案内
- Boteach, Shmuel Wisdom, Understanding, and Knowledge: Basic Concepts of Hasidic Thought Jason Aronson, 1995, ISBN 0876685572
- Buber, Martin and Fetterman, Bonny V. (ed.) Tales of the Hasidim: Book One: The Early Masters and Book Two: The Later Masters (Two books in one) Schocken Books; 1961, 1991, ISBN 0805209956
- Finkel, Avraham Yaakov Contemporary Sages: The Great Chasidic Masters of the Twentieth Century Jason Aronson, 1994, ISBN 1568211554.
- Nadler, Allan The Faith of the Mithnagdim: Rabbinic Responses to Hasidic Rapture Johns Hopkins University Press, 1998, 1997 ISBN 0801855608
- Schochet, Elijah Judah The Hasidic Movement and the Gaon of Vilna, Jason Aaronson, 1994, ISBN 1568211252
- Encyclopedia Judaica, Hasidic Judaism, Keter Publishing